# تسلسل زمني لتاريخ المثليين في القرن 19
تسرد هذه المقالة التسلسل الزمني لتاريخ المثليين والمثليات ومزدوجي التوجه الجنسي والمتحولين جنسياً (اختصارا: LGBT) في القرن 19.

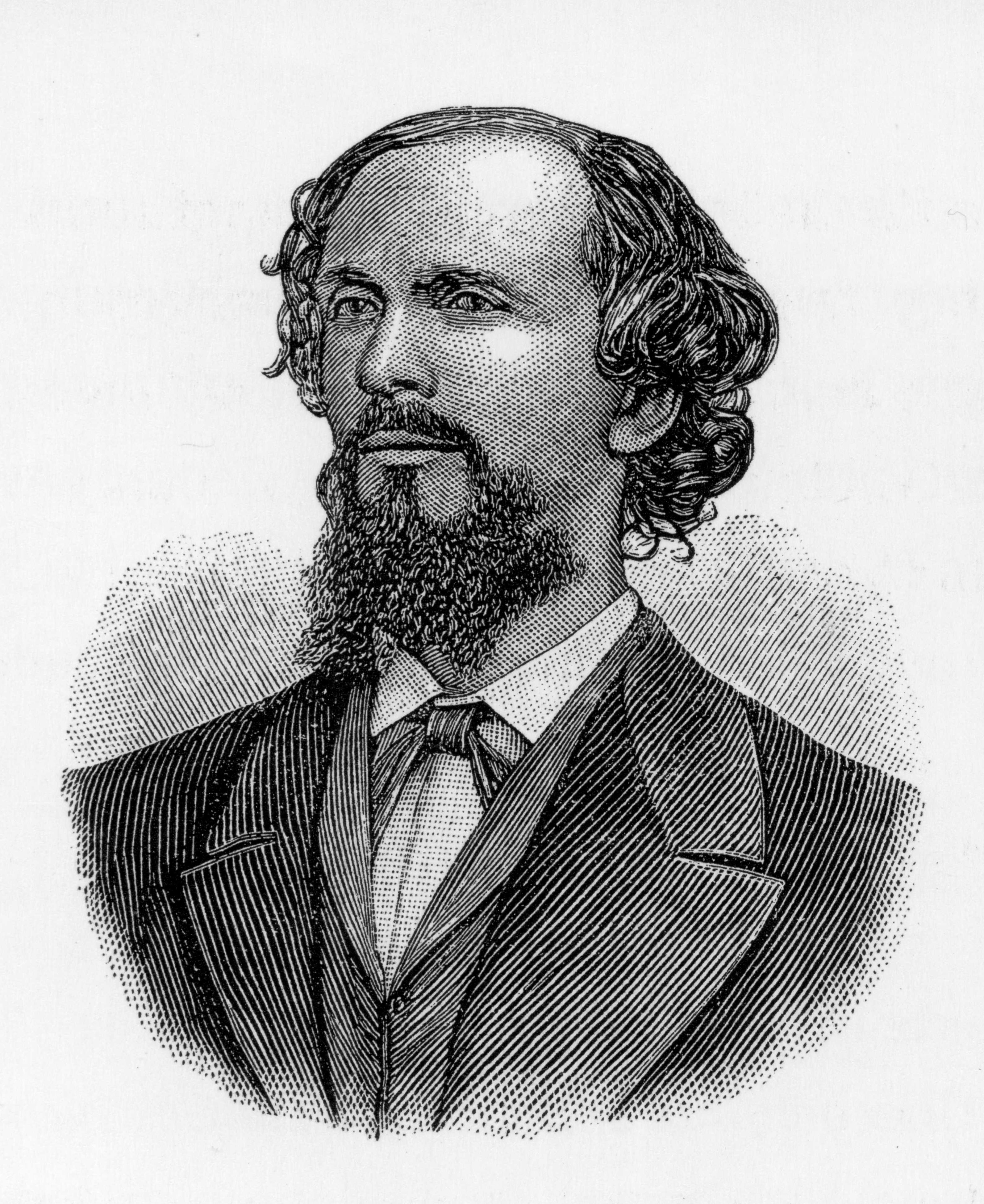
كارل هاينريش أولريكس أحد الرواد في الدفاع عن حقوق المثليين

- خلال القرن 19 - تم كتابة أولى الدراسات المنشورة حول النشاط المثلي في أوائل 19.
- 1803 - تسجيل آخر إعدام من طرف سلطات دولة بسبب السدومية بين الذكور في أوروبا القارية وتحديدا في الجمهورية الباتافية.[1]
- 1811 - هولندا تقنن وتشرع (تلغي تجريم) العلاقات الجنسية المثلية.
- 1814 - استخدام مصطلح «الجريمة ضد الطبيعة» لأول مرة في القانون الجنائي في الولايات المتحدة.
- 1822 - جمهورية الدومينيكان تقنن وتشرع (تلغي تجريم) المثلية الجنسية.[2]

السلفادور تقنن وتشرع (تلغي تجريم) المثلية الجنسية.
- 1830 - البرازيل تشرع وتقنن (تلغي تجريم) المثلية الجنسية.[4]
- 1832 - بوليفيا تشرع وتقنن (تلغي تجريم) المثلية الجنسية.[5]

روسيا تجرم العلاقات الجنسية المثلية مما يجعلها بعقوبة النفي لمدة تصل إلى خمس سنوات في سيبيريا بموجب المادة 995 من قانونها الجنائي الجديد.
- 1835 - للمرة الأولى في التاريخ، أصبحت المثلية الجنسية غير قانونية في مملكة بولندا، وهي الجزء الروسي من بولندا الذي تم اخذه بعد تقاسم بولندا بعد أن أصبح جزءًا من الإمبراطورية الروسية.
- 1835 - آخر إعدام معروف بسبب المثلية الجنسية في بريطانيا العظمى. أعدم جيمس برات وجون سميث في سجن نيوغيت في لندن بعد القبض عليهما معاً في مسكن خاص.[6]
- 1852 - البرتغال تقنن تشرع (تلغي تجريم) المثلية الجنسية.[7]
- 1853 - الأرجنتين تقنن تشرع (تلغي تجريم) المثلية الجنسية.
- 1856 - أول إشارة لمثليات الجنس في تاريخ المورمون وقعت في عام 1856، عندما أشار رجل من سولت ليك (مدينة) في مذكراته أن امرأة من المورمون كانت «تحاول إغواء فتاة صغيرة».[8]
- 1858- الإمبراطورية العثمانية(تركيا حاليا) تشرع وتقنن (تلغي تجريم) المثلية الجنسية.[9]
- 1861 في إنجلترا، تم تعديل «قانون الجرائم ضد الأشخاص 1861» (بالإنجليزية: Offences Against the Person Act 1861)‏ لإزالة عقوبة الإعدام بسبب السدومية (التي لم تستخدم منذ عام 1836). وأصبحت العقوبة السجن من 10 سنوات إلى مدى الحياة.
- 1865 - سان مارينو تقنن وتشرع (تلغي تجريم) المثلية الجنسية.
- 1867 - في 29 أغسطس 1867، أصبح كارل هاينريش أولريكس أول شخص مثلي الجنس يتكلم علنا ويدافع عن حقوق المثليين عندما ناشد في مؤتمر القضاة الألمان في ميونخ لأجل قرار يحث على إلغاء القوانين المناهضة للمثليين.
- 1869 - ظهر مصطلح 'المثلية الجنسية" في الطباعة لأول مرة في ألمانيا - الهنغارية كتيب كتبه كارل ماريا كيرتبيني (الذي عاش بين 1824-1882).
- 1869 - سورينام تقنن وتشرع (تلغي تجريم) المثلية الجنسية.[10]
- 1870 - تمت كتابة «جوزيف وصديقه قصة من بنسلفانيا»، ربما كانت أول رواية أميركية تتحدث عن علاقة مثلية.
- 1871 - تجريم المثلية الجنسية في جميع أنحاء الإمبراطورية الألمانية بموجب الفقرة 175 من القانون الجنائي.

غواتيمالا تقنن وتشرع (تلغي تجريم) المثلية الجنسية.
المكسيك تقنن وتشرع (تلغي تجريم) المثلية الجنسية.
- 1880 - قامت إمبراطورية اليابان بإلغاء تجريم الأفعال الجنسية المثلية (السدومية الشرجية)، بعد أن جعلتها غير قانونية خلال السنوات الأولى من استعراش مييجي.

باراغواي تقنن وتشرع (تلغي تجريم) المثلية الجنسية.
- 1886 - في إنجلترا، تم منح الموافقة الملكية على «قانون التعديلات على القانون الجنائي 1885» (بالإنجليزية: Criminal Law Amendment Act" 1885")‏ الذي أبقى على حظر العلاقات الجنسية بين الرجال (وليس بين النساء) الموافقة الملكية من قبل فيكتوريا ملكة المملكة المتحدة.

أعادت البرتغال تجريم الأفعال الجنسية المثلية مرة أخرى.
- 1889 -اندلعت فضيحة شارع كليفلاند في إنجلترا.
- 1890 - إيطاليا تقنن وتشرع (تلغي تجريم) المثلية الجنسية.

الفاتيكان تقنن وتشرع (تلغي تجريم) المثلية الجنسية.
- 1892 - تم استخدام كلمتي «مزدوج التوجه الجنسي» و «مغاير التوجه الجنسي» لأول مرة في اللغة الإنجليزية في معناهما الحالي في ترجمة تشارلز غيلبرت تشادوك لكتاب «الإعتلال النفسي الجنسي» لريتشارد فون كرافت إيبنغ.
- 1892 - ولدت الشاعرة الأمركية التي كانت أعلنت عن كونها مزدوجة التوجه الجنسي إدنا سانت فنسنت ميلاي في 22 فبراير في روكلاند في ولاية مين.
- 1894 - ولد البيولوجي والرائد في النشاط الجنسي البشري ألفريد كينسي في 23 يونيو في هوبوكين.
- 1895 - أدت محاكمة أوسكار وايلد إلى مقاضاته بسبب «الفاحشة الجسيمة» وحكم عليه بالسجن لمدة عامين في الأشغال الشاقة في السجن.

في البرازيل، نشر أدولفو كامينها روايته المثيرة للجدل بوم-كريولو (بالبرتغالية: "Bom-Crioulo"‏) وموضوعها الرئيسي هو المثلية الجنسية وبطلها رجل أسود البشرة.
- 1897 - أسس ماغنوس هيرشفلد اللجنة العلمية الإنسانية في 14 أيار/مايو كأول منظمة رسمية على الإطلاق تدافع عن حقوق المثليين وتدعو إلى إلغاء الفقرة 175 من القانون الجزائي الألماني التي تجرم العلاقات المثلية الجنسية وتعاقب عليها بالسجن.
- 1897 - نظم جورج سيسيل إيفز أول مجموعة تدعو لحقوق المثليين جنسياً في إنجلترا، وهي جماعة خيرونيا.
- 1899 - هندوراس تقنن وتشرع (تلغي تجريم) المثلية الجنسية.[12]